# 山屋三郎
山屋 三郎（やまや さぶろう、1907年7月7日 - 1982年9月11日）は、日本のアメリカ文学者、翻訳家。法政大学名誉教授。
福岡県生まれ。九州帝国大学英文科卒。戦後、法政大学教授を務めた。

## 翻訳
- 『ワインズバーグ物語』（シャーウッド・アンダスン、春陽堂） 1933、のち改題『ワインズバーグ・オハイオ』（角川文庫）
- 『イアリング』（M・K・ロウリングズ、新潮社） 1940、のち改題『仔鹿物語』（新潮文庫）
- 『巌の上の影 巌の上の影、隣人ロシッキー』（ウィラ・キャザァ、モダン日本社、世界女流作家全集4） 1941
- 『未来の波 アメリカの反省』（アン・モロウ・リンドバーグ、丸岡出版社） 1941
- 『笑ひなき国』（アハマッド・カマル、新潮社、世界探検紀行叢書） 1943
- 『原子力の将来』正・続（H・W・ブレークスリー、朝日新聞社） 1948
- 『水素爆弾 原子力の将来 第三部』（H・W・ブレークスリー、朝日新聞社） 1951
- 『兵士の給与』（ウイリアム・フォークナァ、早川書房） 1952、のち角川文庫
- 『地上より永遠に』（ジェームズ・ジョーンズ、鈴木重吉共訳、筑摩書房） 1954 - 1956
- 『ロサラモスの悲劇』（デクスタ・マスターズ、朝日新聞社） 1955
- 『聖なる野蛮人』（ローレンス・リプトン、田辺五十鈴共訳、荒地出版社） 1960
- 『アンクル・トムズ・ケビン/奴隷の生活の物語』（H・B・ストウ、大久保博共訳、角川文庫） 1965

| スタブアイコン | サブスタブ | この項目は、まだ閲覧者の調べものの参照としては役立たない、人物に関連した書きかけの項目です。この項目を加筆・訂正などしてくださる協力者を求めています（P:人物伝/PJ:人物伝）。 |